# Montieri
Montieri là một đô thị ở tỉnh Grosseto thuộc vùng Tuscany, nằm ở vị trí cách khoảng 70 km về phía nam của Florence và khoảng 40 km về phía bắc của Grosseto. Tại thời điểm ngày 31 tháng 12 năm 2004, đô thị này có dân số 1.245 người và diện tích là 108,5 km².
Montieri giáp các đô thị sau: Castelnuovo di Val di Cecina, Chiusdino, Massa Marittima, Monterotondo Marittimo, Radicondoli, Roccastrada.